# Nowe Bolity
Nowe Bolity – opuszczona osada w Polsce położona w województwie warmińsko-mazurskim, w powiecie ostródzkim, w gminie Miłakowo. Miejscowość leży w historycznym regionie Prus Górnych.
W latach 1975–1998 miejscowość administracyjnie należała do województwa olsztyńskiego.
W miejscowości brak zabudowy.